# Liste deutscher Bibliotheken
Die Liste deutscher Bibliotheken führt eine Auswahl bedeutender wissenschaftlicher Bibliotheken und anderer Bibliotheken in Deutschland auf.
In Deutschland gibt es über 14.300 Bibliotheken. In Deutschland ist der Bund Träger von insgesamt 50 Bibliotheken, darunter die Deutsche Nationalbibliothek, die Bibliothek des Deutschen Bundestages, der Bibliotheken der obersten Bundesbehörden, der Bundesgerichte und zahlreicher Bundesforschungsanstalten. Die Länder tragen aufgrund ihrer Kulturhoheit weit mehr Bibliotheken, vor allem Wissenschaftliche Bibliotheken, so etwa rund 40 Landes-, Regional- und Staatsbibliotheken, 80 Universitäts- und 140 Fachhochschulbibliotheken sowie Bibliotheken landeseigener Einrichtungen, wie Museen, Forschungs- und Bildungseinrichtungen. Auch Gemeinden unterhalten in seltenen Fällen Wissenschaftliche Bibliotheken, gewöhnlich aber Öffentliche Bibliotheken. Fast alle Großstädte und die Mehrheit der Mittelstädte sowie zahlreiche kleinere Gemeinden verfügen über Bibliotheken, rein der Anzahl nach sind die Gemeinden der bedeutendste Bibliotheksträger. Ferner gibt es auch Bibliotheken in Trägerschaft der Kirchen.

## Organisationen und Verbände
Zu den Organisationen und Verbänden zählen u. a. der Deutsche Bibliotheksverband, die Fachstelle für öffentliche Bibliotheken, die Bibliothek & Information Deutschland, der Arbeitskreis kritischer Bibliothekarinnen und Bibliothekare und zahlreiche Fachverbände wie beispielsweise die Arbeitsgemeinschaft für Medizinisches Bibliothekswesen oder die Arbeitsgemeinschaft der Kunst- und Museumsbibliotheken. Außerdem gibt es auch Bibliotheksgesellschaften wie beispielsweise die  Gesellschaft Anna Amalia Bibliothek und die Sächsische Bibliotheksgesellschaft.

## Deutsche Nationalbibliothek
Die größte Bibliothek Deutschlands ist die Deutsche Nationalbibliothek, die mit 34,2 Millionen Medieneinheiten (Stand: Anfang 2018) zu den größten Bibliotheken der Erde gehört. Sie veröffentlicht auch die Deutsche Nationalbibliographie.

## Kommunale Bibliotheken
Deutsche Stadtbibliotheken
Bibliotheken einzelner Städte
- Bibliotheken in Leipzig
- Karlsruher Bibliotheken
- Kölner Bibliotheken
- Liste von Bibliotheken in Stuttgart
- Liste der Archive und Bibliotheken in Wuppertal
- Liste von Bibliotheken in Berlin
- Bibliotheken und Archive in und um Bremen
- Liste von Bibliotheken in Hamburg

## Universitätsbibliotheken
Deutsche Universitätsbibliotheken

## Wissenschaftliche Bibliotheken
Auflistung deutscher wissenschaftlicher Bibliotheken (vor allem Bibliotheken von überregionaler Bedeutung, Spezialbibliotheken, Landesbibliotheken, Regionalbibliotheken, Universitätsbibliotheken und Hochschulbibliotheken).

### Bibliotheken von überregionaler Bedeutung
- Deutsche Nationalbibliothek mit den Standorten Frankfurt am Main und Leipzig.
- Staatsbibliothek zu Berlin
- Bayerische Staatsbibliothek München
- ZB MED – Informationszentrum Lebenswissenschaften (Köln)
- Deutsche Zentralbibliothek für Wirtschaftswissenschaften (ZBW) (Kiel und Hamburg)
- Niedersächsische Staats- und Universitätsbibliothek Göttingen (SUB)
- Technische Informationsbibliothek (Hannover)
- Bibliothek des UNESCO Institute for Lifelong Learning (Hamburg)
- Sächsische Landesbibliothek – Staats- und Universitätsbibliothek mit Deutscher Fotothek und Buchmuseum (Dresden)

### Spezial- und Forschungsbibliotheken
- Aalen: Deutsche Esperanto-Bibliothek
- Berlin: Bibliothek für Bildungsgeschichtliche Forschung
- Berlin: Bibliothek der Freien
- Donaueschingen: Fürstlich Fürstenbergische Hofbibliothek
- Emden: Johannes a Lasco Bibliothek
- Flensburg: Dänische Zentralbibliothek für Südschleswig (Schleswigsche Sammlung, Studienabteilung und Archiv)
- Friedrichshafen: Bodenseebibliothek
- Hamburg: Philatelistische Bibliothek Hamburg
- Hannover: Technische Informationsbibliothek
- Herne: Martin-Opitz-Bibliothek (ehem. Bücherei des deutschen Ostens)
- Ingolstadt: Bayerisches Armeemuseum (Bayerische Armeebibliothek)
- Ohnastetten: Franziska-Bibliothek
- Waldsassen: Stiftsbibliothek der Zisterzienser Abtei
- Weimar: Herzogin Anna Amalia Bibliothek
- Wetzlar: Phantastische Bibliothek Wetzlar
- Wiesbaden: Bibliothek des Aktives Museum Spiegelgasse für Deutsch-Jüdische Geschichte
- Wolfenbüttel: Herzog August Bibliothek
- Xanten: Stiftsbibliothek

### Wissenschaftliche Bibliotheken der Länder

#### Baden-Württemberg
- Liste von Bibliotheken in Baden-Württemberg

#### Bayern
Staatsbibliothek
- Bayerische Staatsbibliothek München

Universitätsbibliotheken
- Universitätsbibliothek Augsburg
- Universitätsbibliothek Bamberg
- Universitätsbibliothek Bayreuth
- Universitätsbibliothek Eichstätt-Ingolstadt
- Universitätsbibliothek Erlangen-Nürnberg
- Universitätsbibliothek der LMU München
- Universitätsbibliothek der Technischen Universität München
- Universitätsbibliothek der Universität der Bundeswehr München
- Universitätsbibliothek Passau
- Universitätsbibliothek Regensburg
- Universitätsbibliothek Würzburg

Fachhochschulbibliotheken
- Fachhochschulbibliothek Amberg
- Bibliothek der Hochschule Ansbach
- Fachhochschulbibliothek Aschaffenburg
- Fachhochschulbibliothek Augsburg
- Fachhochschulbibliothek Coburg
- Fachhochschulbibliothek Deggendorf
- Fachhochschulbibliothek Hof
- Bayerische Beamten-Fachhochschulbibliothek Hof
- Fachhochschulbibliothek Ingolstadt
- Fachhochschulbibliothek Kempten
- Fachhochschulbibliothek Landshut
- Hochschulbibliothek Neu-Ulm
- Bibliothek der Hochschule München
- Bibliothek der Technischen Hochschule Nürnberg Georg Simon Ohm
- Evangelische Fachhochschulbibliothek Nürnberg
- Fachhochschulbibliothek Regensburg
- Fachhochschulbibliothek Rosenheim
- Fachhochschulbibliothek Schweinfurt
- Bibliothek der Hochschule Würzburg-Schweinfurt
- Fachhochschulbibliothek Weiden
- Fachhochschulbibliothek Freising-Weihenstephan - Zentralbibliothek

Regionale Staatliche Bibliotheken
- Staatliche Bibliothek (Provinzialbibliothek) Amberg
- Staatliche Bibliothek (Schlossbibliothek) Ansbach
- Hofbibliothek Aschaffenburg
- Staats- und Stadtbibliothek Augsburg
- Staatsbibliothek Bamberg
- Landesbibliothek Coburg
- Studienbibliothek Dillingen
- Staatliche Bibliothek Neuburg an der Donau
- Staatliche Bibliothek Passau
- Staatliche Bibliothek Regensburg

Institutionelle Bibliotheken
(Auswahl)
- Alte Bibliothek der Abtei Ottobeuren
- Bayerische Akademie der Wissenschaften München
- Bayerische Akademie für Naturschutz und Landschaftspflege Laufen
- Bayerische Musikakademie Schloss Alteglofsheim
- Bayerisches Armeemuseum Ingolstadt
- Bibliothek des Karmelitenklosters Bamberg
- Bibliothek des Metropolitankapitels Bamberg
- Bibliothek der Abtei Münsterschwarzach
- Bibliothek des Oberlandesgerichts Bamberg
- Bibliothek des Priesterseminars Bamberg
- Bischöfliche Bibliothek Passau
- Bischöfliche Zentralbibliothek Regensburg
- Bistumsgeschichtliche Bibliothek Augsburg
- Bukowina-Institut an der Universität Augsburg
- Deutscher Alpenverein München
- Deutsches Museum München
- Diözesanbibliothek Würzburg
- Dombibliothek Freising
- Haus des Deutschen Ostens München
- Hochschule für Fernsehen und Film München
- Hofbibliothek Thurn und Taxis Regensburg
- Institut für deutsche Kultur und Geschichte Südosteuropas e. V. München
- Institut für Zeitgeschichte München
- Internationale Jugendbibliothek München
- Landeskirchliches Archiv Hannover
- Landeskirchliches Archiv Nürnberg
- Leibniz-Institut für Ost- und Südosteuropaforschung Regensburg
- Sudetendeutsches Musikinstitut Regensburg
- Ungarisches Institut München
- Bibliothek der Abtei Ettal

Parlaments- und Behördenbibliotheken
(Auswahl)
- Bibliothek des Bayerischen Landtags
- Bayerisches Arbeitsministerium
- Bayerisches Finanzministerium
- Bayerisches Innenministerium
- Bayerisches Justizministerium
- Bayerisches Kultusministerium
- Bayerisches Landwirtschaftsministerium
- Bayerisches Umweltministerium
- Bayerisches Wirtschaftsministerium
- Bayerisches Landesamt für Gesundheit und Lebensmittelsicherheit
- Bayerisches Landesamt für Umwelt Augsburg

#### Berlin
- Staatsbibliothek zu Berlin
- Zentral- und Landesbibliothek Berlin
  - Amerika-Gedenkbibliothek
  - Berliner Stadtbibliothek
- Universitätsbibliothek der Freien Universität Berlin
  - Philologische Bibliothek der Freien Universität Berlin
  - Bibliothek des John-F.-Kennedy-Instituts für Nordamerikastudien
- Universitätsbibliothek der Humboldt-Universität zu Berlin
  - Jacob-und-Wilhelm-Grimm-Zentrum
  - Erwin-Schrödinger-Zentrum
- Zentralbibliothek der TU und UdK Berlin („Volkswagen-Universitätsbibliothek“)
  - Bücherei des Deutschen Gartenbaues
- Akademiebibliothek der Berlin-Brandenburgischen Akademie der Wissenschaften
- Bibliothek Deutsche Kinemathek

#### Brandenburg
- Informations-, Kommunikations- und Medienzentrum Cottbus (IKMZ)
- Stadt- und Regionalbibliothek Cottbus
- Universitätsbibliothek Frankfurt (Oder)
- Universitätsbibliothek Potsdam
- Fachbibliothek für Kirchen- und Kulturgeschichte Ziesar
- Fachhochschulbibliothek Brandenburg an der Havel
- Fachhochschulbibliothek Potsdam

#### Bremen
- Staats- und Universitätsbibliothek Bremen

#### Hamburg
- GIGA Informationszentrum, Fachbibliotheken Afrika, Asien, Lateinamerika, Nahost
- Staats- und Universitätsbibliothek Hamburg Carl von Ossietzky
- Universitätsbibliothek der Technischen Universität Hamburg
- Universitätsbibliothek der Helmut-Schmidt-Universität

#### Hessen
- Universitäts- und Landesbibliothek Darmstadt in Darmstadt
- Hochschulbibliothek Darmstadt in Darmstadt
- Stadtbibliothek Darmstadt in Darmstadt
- Hochschul- und Landesbibliothek Fulda in Fulda
- Universitätsbibliothek Johann Christian Senckenberg in Frankfurt am Main
- Universitätsbibliothek Gießen
- Universitätsbibliothek Kassel – Landesbibliothek und Murhardsche Bibliothek der Stadt Kassel
- Universitätsbibliothek Marburg
- Hochschul- und Landesbibliothek RheinMain Wiesbaden

#### Mecklenburg-Vorpommern
- Landesbibliothek Mecklenburg-Vorpommern Günther Uecker Schwerin
- Stadtbibliothek Rostock
- Stadtbibliothek Schwerin
- Universitätsbibliothek Greifswald
- Universitätsbibliothek Rostock
- Bibliotheken Region Rostock

#### Niedersachsen
- Universitätsbibliothek Braunschweig
- Stadtbibliothek Braunschweig
- Fachhochschulbibliothek Braunschweig/Wolfenbüttel
- Universitätsbibliothek Clausthal
- Mediothek Diepholz
- Johannes a Lasco Bibliothek, Emden
- Fachhochschulbibliothek Emden/Leer
- Niedersächsische Staats- und Universitätsbibliothek Göttingen
- Stadtbibliothek Göttingen
- Gottfried Wilhelm Leibniz Bibliothek – Niedersächsische Landesbibliothek (Hannover)
- Technische Informationsbibliothek Hannover
- Bibliothek des Kirchenamtes der Evangelischen Kirche in Deutschland Hannover
- Bibliothek der Hochschule für Musik und Theater Hannover
- Bibliothek der Medizinischen Hochschule Hannover
- Bibliothek der Hochschule Hannover
- Stadtbibliothek Hannover
- Ehemalige Universitätsbibliothek Helmstedt
- Dombibliothek Hildesheim
- Universitätsbibliothek Hildesheim
- Fachhochschulbibliothek Hildesheim/Holzminden
- Universitätsbibliothek Lüneburg
- Stadtbibliothek Nordhorn
- Landesbibliothek Oldenburg
- Universitätsbibliothek Oldenburg
- Fachhochschulbibliothek Oldenburg/Ostfriesland/Wilhelmshaven
- Universitätsbibliothek Osnabrück
- Fachhochschulbibliothek Osnabrück
- Universitätsbibliothek Vechta
- Herzog August Bibliothek, Wolfenbüttel

#### Nordrhein-Westfalen
- Universitätsbibliothek Aachen
- Universitätsbibliothek Bielefeld
- Universitätsbibliothek Bochum
- Bibliothek der Friedrich-Ebert-Stiftung Bonn
- Universitäts- und Landesbibliothek Bonn
- Lippische Landesbibliothek Detmold
- Fachhochschulbibliothek Dortmund
- Stadt- und Landesbibliothek Dortmund
- Universitätsbibliothek Dortmund
- Universitätsbibliothek Duisburg-Essen
- Universitäts- und Landesbibliothek Düsseldorf
- Kölner Bibliotheken (KölnBib) städtischer Bibliotheksverbund von zehn Bibliotheken
- Universitäts- und Stadtbibliothek Köln
- Schia-Bibliothek der Universität Köln
- Erzbischöfliche Diözesan- und Dombibliothek Köln
- Universitäts- und Landesbibliothek Münster
- Diözesanbibliothek Münster
- Universitätsbibliothek Paderborn
- Universitätsbibliothek Siegen
- Universitätsbibliothek Wuppertal

#### Rheinland-Pfalz
- Landesbibliothekszentrum Rheinland-Pfalz
  - Rheinische Landesbibliothek Koblenz
  - Bibliotheca Bipontina, Zweibrücken
  - Pfälzische Landesbibliothek Speyer
- Stadtbibliothek Trier
- Universitätsbibliothek Kaiserslautern
- Universitätsbibliothek Koblenz-Landau
- Universitätsbibliothek Mainz
- Universitätsbibliothek Trier
- Hochschulbibliothek Kaiserslautern
- Hochschulbibliothek Ludwigshafen am Rhein
- Martinus-Bibliothek – Wissenschaftliche Diözesanbibliothek im Priesterseminar Mainz
- Pfalzbibliothek des Bezirksverbandes Pfalz

#### Saarland
- Saarländische Universitäts- und Landesbibliothek
- Kinder- und Jugendbücherei Nalbach

#### Sachsen
- Universitätsbibliothek der Technischen Universität Chemnitz
- Sächsische Landesbibliothek – Staats- und Universitätsbibliothek Dresden
- Universitätsbibliothek Leipzig
- Universitätsbibliothek Freiberg
- Bibliotheken in Leipzig

#### Sachsen-Anhalt
- Anhaltische Landesbücherei Dessau
- Universitäts- und Landesbibliothek Sachsen-Anhalt Halle/Saale
- Lesezeichen Salbke Magdeburg
- Stadtbibliothek Magdeburg
- Universitätsbibliothek Magdeburg
- Hochschulbibliothek Magdeburg-Stendal

#### Schleswig-Holstein
- Schleswig-Holsteinische Landesbibliothek, Kiel
- Universitätsbibliothek Kiel
- Leihverkehrs- und Ergänzungsbibliothek (früher: Landeszentralbibliothek), Flensburg

#### Thüringen
- Herzogin Anna Amalia Bibliothek
- Universitätsbibliothek Erfurt
- Forschungsbibliothek Gotha
- Universitätsbibliothek Ilmenau
- Thüringer Universitäts- und Landesbibliothek Jena
- Stadt- und Regionalbibliothek Erfurt
- Universitätsbibliothek Weimar

## Deutsche Bibliotheken im Ausland
- Helsinki: Deutsche Bibliothek Helsinki
- Rom: Bibliotheca Hertziana, Max-Planck-Institut für Kunstgeschichte
- Florenz: Bibliothek des Kunsthistorischen Instituts – Max-Planck-Institut
- Warschau: Bibliothek des Deutschen Historischen Instituts
- Den Haag: Literaturhaus - Deutsche Bibliothek Den Haag